# 武康県
武康県（ぶこう-けん）は中華人民共和国浙江省湖州市にかつて存在した県。現在の徳清県武康鎮に相当する。

## 歴史
三国時代の222年（黄武元年）、呉郡の下に永安県が設置される。266年（宝鼎元年）には新設された呉興郡に移管された。西晋の支配下に入ると、280年（太康元年）に永康県と改称、更に282年（太康3年）には武康県と改称された。
南朝陳は武康県を余杭郡に移管、隋朝が陳朝を滅ぼすと武康県は一旦廃止とされたが、602年（仁寿2年）には余杭郡に再び武康県が設置された。
隋末唐初の混乱期には李子通の勢力範囲に置かれ武州と称されたが、621年（武徳4年）、この地を勢力下に置いた唐朝は624年（武徳7年）に湖州の下に武康県を再設置している。その後五代十国時代は杭州、宋代には湖州、元代には湖州路、明清代には湖州府の管轄に置かれ現代まで沿襲されている。
1958年、徳清県に編入され武康県の行政区画名は消滅した。
| 前の行政区画 - | 浙江省の歴史的地名 222年 - 922年 | 次の行政区画 徳清県 |